# Roeselia grisea
Roeselia grisea är en fjärilsart som beskrevs av George Francis Hampson 1914. Roeselia grisea ingår i släktet Roeselia och familjen trågspinnare. Inga underarter finns listade.